# Rudolf Stöger-Steiner von Steinstätten
Rudolf Stöger-Steiner von Steinstätten, né le 26 avril 1861 à Pernegg an der Mur (Styrie, aujourd'hui en Autriche), mort le 12 mai 1921 à Graz, est un militaire austro-hongrois qui a combattu pendant la Première Guerre mondiale. Il a été le dernier ministre de la guerre d'Autriche-Hongrie.

## Origines
Rudolf Stöger est le deuxième des trois fils de l'industriel Georg Stöger (1818–1874) et d'Agathe Maria Stöger née Hofer. À la mort de son père, sa mère se remarie avec Joseph Steiner von Steinstätten (de) (1834-1905), militaire qui avait combattu dans la guerre austro-prussienne de 1866. 
Il étudie à l'école de cadets de Liebenau à Graz et entre dans l'armée en 1879. Spécialiste d'artillerie et de balistique, il est nommé à l'état-major. En 1891, son beau-père adopte Rudolf et lui donne le nom de Stöger-Steiner von Steinstätten. En 1892, Rudolf épouse Maria Magdalena von Link (1869-1939).
Ses frères Julius et Gustav deviennent officiers dans la Landwehr (armée territoriale).
Rudolf est nommé colonel en 1903. Il reçoit en 1907 le commandement du 7e régiment d'infanterie, en 1909 de la 56e brigade d'infanterie à Gorizia où il est promu major-général. En 1910, il devient directeur de l'école de tir de Bruck an der Leitha. En 1912, il est nommé Feldmarschall-Leutnant et chef de la 4e division d'infanterie à Brno. Ses relations personnelles avec l'empereur François-Joseph contribuent à la rapidité de son avancement.

## Première Guerre mondiale
Lors de l'entrée de l'Autriche-Hongrie dans la Première Guerre mondiale, sa division est rattachée au IIe corps (général Blasius von Schemua (de)) et engagée sur le front de l'Est et participe à la bataille de Krasnik entre le 23-25 août 1914. À la fin de 1914, sa division est transférée dans le secteur de Cracovie et, renforcée, prend part à l'offensive du printemps 1915 en Galicie. En juillet 1915, à la tête de la nouvelle 62e division, il prend part à la seconde bataille de Krasnik.  
Le 26 juillet 1915, il est nommé à la tête du XVe corps sur le front italien de l'Isonzo. Le 1er novembre 1915, il est promu General der Infanterie. Son corps d'armée prend part à l'offensive de Caporetto en 1917.
Sa santé déclinante le rend de moins en mois apte au service sur le front. Le 12 septembre 1917, l'empereur Charles Ier, qui a succédé à François-Joseph en novembre 1916, le nomme ministre de la Guerre (de) à la place d'Alexander von Krobatin. Le manque d'expérience administrative de Stöger-Steiner fait de lui un ministre consensuel car il n'a pas d'opposant déclaré dans le gouvernement de l'Autriche ni dans celui de la Hongrie. Il se montre un ministre efficace, réorganise les services et parvient à reporter à la fin du conflit l'ouverture d'un débat sur la constitution d'un armée royale hongroise, distincte de l'armée impériale.  
Dans les derniers mois de 1917, Stöger-Steiner adresse un rapport à l'empereur pour l'avertir de la dégradation rapide de la situation économique et sociale de l'Empire et du caractère incertain de la survie dans l'année 1918. Des milliers de chevaux doivent être abattus faute de fourrage et leur viande consommée. Le réseau ferroviaire, très dégradé, fonctionne de plus en plus difficilement. Les ressources alimentaires sont tout juste suffisantes, grâce aux prélèvements sur les pays occupés comme la Pologne russe, mais les villes autrichiennes souffrent de pénuries et les Autrichiens accusent les Hongrois de garder pour eux leurs réserves de nourriture. L'armée, en sous-effectif, n'arrive plus à enrôler assez de nouvelles recrues. La capitulation de la Russie vient temporairement soulager la pression militaire mais le retour des prisonniers de guerre ne suffit pas à compenser les pertes : beaucoup désertent et forment des bandes de hors-la-loi, obligeant à multiplier le corps de police militaire pour maintenir l'ordre. Le nombre de déserteurs atteint 250 000 au milieu de 1918. En janvier 1918, Stöger-Steiner doit rappeler 7 divisions du front pour maîtriser des grèves en Hongrie.  Le 11 mai 1918, il est promu Generaloberst (colonel général). 
Du 1er au 3 octobre 1918, les équipages de la Marine austro-hongroise se mutinent à Kotor. Le 2 octobre, au cours d'un conseil des ministres commun austro-hongrois, Stöger-Steiner met en garde le premier ministre hongrois Sándor Wekerle contre un projet d'abandon du Trentin en échange d'une paix avec l'Italie.

## Fin de la guerre et dernières années
Le 31 octobre 1918, Mihály Károlyi, nommé premier ministre de Hongrie, proclame la séparation réelle de la Hongrie d'avec l'Autriche. Le même jour, à Vienne, alors que Stöger-Steiner et son adjoint se rendent au ministère, leur voiture est attaquée par des soldats qui les frappent à coups de pierre, brisent les vitres et arrachent les cocardes impériales. Le 1er novembre, Stöger-Steiner remet une partie de ses pouvoirs au nouveau ministre de la Guerre de Hongrie, Béla Linder (en), qui entreprend aussitôt de rappeler et démobiliser les régiments hongrois. Le 2 novembre, Gyula Andrássy le Jeune, ministre des Affaires étrangères, après l'échec de sa mission de négociations en Suisse, forme avec Stöger-Steiner et le ministre des Finances Alexander Spitzmüller (en) le dernier ministère de la monarchie. Le 3 novembre, l'armistice de Villa Giusti est signé avec les Italiens. Le dernier gouvernement impérial prend fin le 11 novembre quand l'empereur Charles, sans abdiquer formellement, décide de se retirer des affaires de l'État.
Stöger-Steiner termine ses fonctions en tant que chef du service de liquidation du ministère de la Guerre. Il prend ensuite sa retraite et finit sa vie dans la république d'Autriche allemande, à Innsbruck, puis à Graz où il meurt le 12 mai 1921. 

## Sources et bibliographie
- (de) Cet article est partiellement ou en totalité issu de l’article de Wikipédia en allemand intitulé « Rudolf Stöger-Steiner von Steinstätten » (voir la liste des auteurs) dans sa version du 23 septembre 2018.
- Spencer C. Tucker, "Stöger-Steiner von Steinstätten, Rudolf"  in World War I: The Definitive Encyclopedia and Document Collection, ABC Clio, 2014, p. 1497
- David Jordan, The Balkans, Italy & Africa 1914–1918, Amber Books, London, 2011
- Österreichisches Biographisches Lexikon,  Stöger-Steiner von Steinstätten Rudolf Frh.